# Well Hung Lover
Well Hung Lover, também conhecido como Naked Man Hanging From Window ou simplesmente Naked Man, é um mural do grafiteiro Banksy, localizado em uma parede na Rua Frogmore, Bristol, Inglaterra.
Pintada em 2006, ao lado de uma clínica de saúde sexual, essa é a primeira arte de rua legal do Reino Unido, segundo uma pesquisa realizada pelo Conselho Municipal de Bristol, resultando na sua permissão e proteção, apesar da nudez. A mesma exibe um homem nu pendurado em uma janela, enquanto outro homem de terno olha para fora, ao lado de uma mulher de roupas íntimas.
Em 2009, o mural foi desfigurado por uma arma de paintball, sendo sucessivamente restaurado parcialmente pela Câmara Municipal. No entanto, alguns respingos de tinta permanecem no trabalho.

## Descrição
Bem Hung Lover é um grafite feito com estêncil. Ele exibe um homem nu pendurado em uma janela por seu braço direito; o braço esquerdo está cobrindo suas partes genitais. Olhando pela janela há duas pessoas: um homem de terno à esquerda e uma mulher de lingerie à direita, tocando seu ombro.
Pelo cenário, deduz-se que o homem vestido é casado com a mulher e, suspeitando que ela tenha um caso extraconjugal, está olhando pela janela para procurar o outro homem. Na época de sua criação, a obra de arte foi estampada na parede lateral da Brook Advisory Centres, que, desde então, mudou-se. No entanto, o mural localiza-se a aproximadamente 5 metros de altura, podendo ser melhor visualizado a partir da ponte da Rua Park.

## História

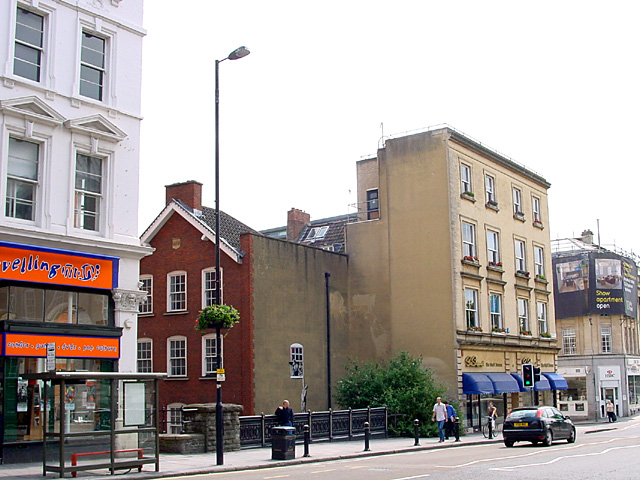
Prédio (cor vermelha) em 2006, onde localiza-se a pintura. No mesmo funcionava uma clínica.

Well Hung Lover apareceu justamente num momento em que a política da cidade era para reprimir a arte de rua. A fim de chegar à altura adequada e manter o segredo do mural durante a sua criação, Banksy montou um andaime em frente a parede, após cobriu-o com lona. Depois de três dias o conselho local removeu a estrutura, descobrindo o trabalho. Inicialmente houve oposição ao mesmo.
No entanto, alguns moradores apoiaram a pintura, dizendo que "iluminou" a área. Seguindo a pressão para manter o mural, o conselho criou uma enquete online perguntando se deveria ou não ser mantida; 97% dos entrevistados o apoiaram, levando à concessão de uma permissão para o mural — a primeira arte de rua legal do Reino Unido. O conselho enfatizou que isso era uma exceção, e que os futuros grafites não seriam necessariamente tolerados.

### Desfigurações

Trabalho em 2018, após ser vandalizado duas vezes.

Na noite de 22 de junho de 2009, dez dias após a exposição Banksy versus Bristol, o mural foi desfigurado por sete bolas azuis atiradas com uma pistola de paintball. A pessoa responsável pelo ato nunca foi identificada, embora um suspeito fosse King Robbo, devido a sua rivalidade com Banksy na época.
O conselheiro Gary Hopkins descreveu o vandalismo como "decepcionante" e prometeu que o conselho removeria as manchas de tinta. Três dos sete respingos foram removidos, mas os outros não podem ser retirados sem danificar o trabalho, então eles permanecem. O mesmo foi desfigurado novamente em 24 de fevereiro de 2018, com grafite preto, ao lado e abaixo, com os termos "Kapes", "Soak" e "Fuck Banksy". As pernas do homem pendurado também foram danificadas.